# Interestatal 895 (Rhode Island-Massachusetts)
La Interestatal 895 fue una autopista interestatal propuesta en Rhode Island y Massachusetts que hubiese conectado con la Interestatal 295 para crear un anillo periférico alrededor de Providence.

## Historia
La Interestatal 895 fue oficialmente agregada al Sistema Interestatal de Autopistas en 1968 y eliminada oficialmente en 1982. Durante el proceso de planeamiento, hubo dos diferentes rutas propuestas, siendo la segunda ruta propuesta, después de que la primera ruta obtuviera mucha oposición con los residentes de Warwick y Barrington.

### Ruta propuesta
La ruta original para la Interestatal 895 era la más corta de las dos rutas y hubiese estado completamente dentro del área metropolitana de Providence.